# Ingodály
Ingodály (románul: Mighindoala, németül: Engenthal, szászul Ängenduel) elnéptelenedett falu Romániában, Erdélyben, Szeben megyében. Közigazgatásilag Nagyselyk községhez tartozik.

## Fekvése
Nagyszebentől 51 km-re északkeletre fekszik.

## Nevének eredete
Nevét először 1394-ben említik, Engodal alakban. A magyarban német eredetű, az Engental jelentése 'szűk völgy'. Román neve szóhatár-eltolódással keletkezett, a német név im elöljárós alakjából. Későbbi említései: Indagal (1467), Ingodal (1518), Ingodály (1760–62), Mergendiál (1826).

## Története

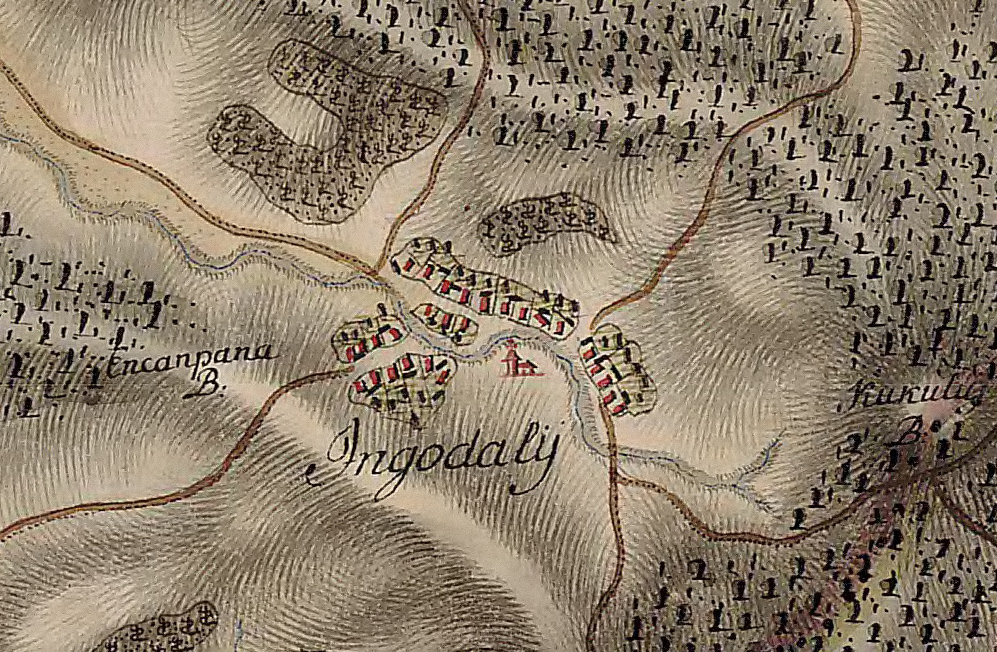

Nevét 1394-ben Engodal néven említették először.
Fehér, majd Felső-Fehér vármegye egyik enklávéjához tartozott, kezdetben valószínűleg szász, 1766-ban román–szász lakossággal.
Katolikus szász lakói a reformációkor lutheránusok lettek a templommal együtt. 1876-ban Nagyküküllő vármegyéhez csatolták. A kommunista hatalom az 1980-as években megsemmisítésre ítélte, lakóinak többsége elköltözött.
1850-ben 225 lakosából 123 volt román, 85 német, 10 cigány és 7 magyar nemzetiségű; 133 görögkatolikus, 85 evangélikus és 7 római katolikus vallású.
2002-ben csupán két ortodox vallású, román nemzetiségű lakosa volt.
2016-ra a falu teljesen elnéptelenedett.

## Nevezetességek
- Szász evangélikus temploma 1912-ben, tornya 1886-ban épült.

Kistemploma a 15. században épült, szentélye gótikus záródást kapott, 1650-től kazettás mennyezete volt. 1912-ben a régi helyett új templomot építettek, megtartva annak 1886-ban épült tornyát.

## Képek

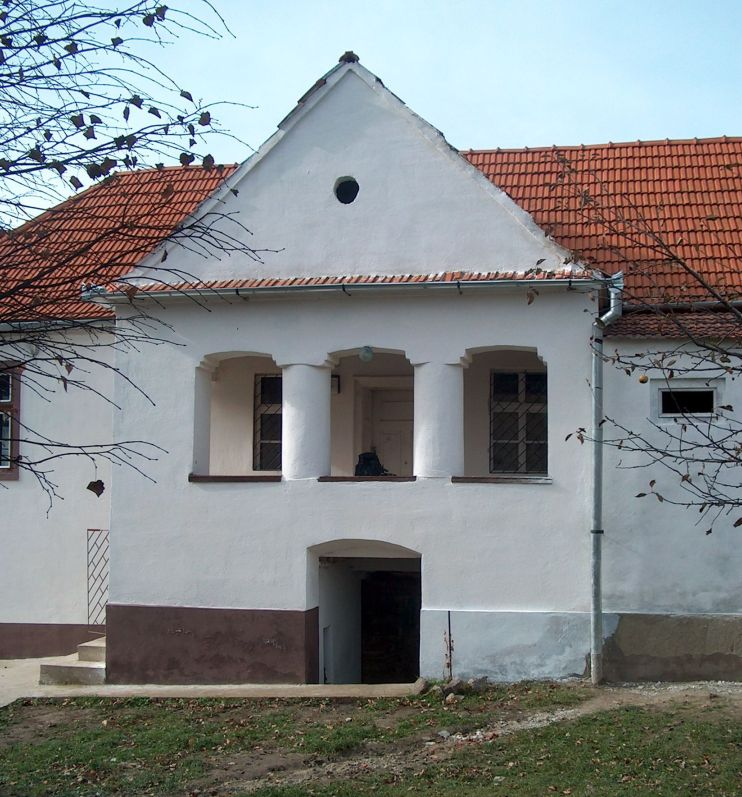
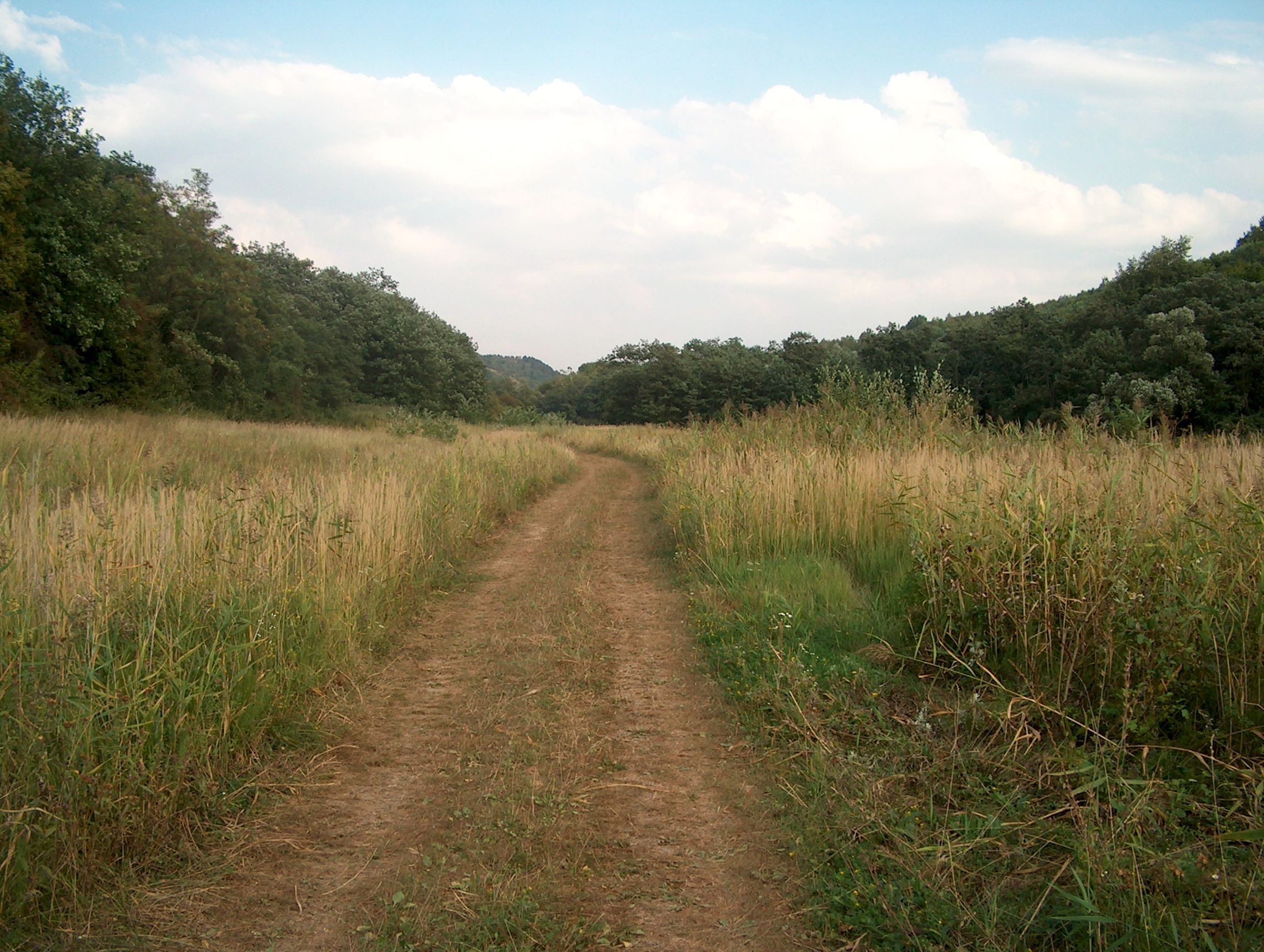